# Protoescritura

Ejemplo de los símbolos jiahu, marcas semejantes a la escritura, encontrados en el caparazón de una tortuga y que datan de alrededor del año 6000 a. C.

La protoescritura se refiere a los primeros sistemas de la escritura que surgieron en Eurasia a principios del III milenio a. C., que fueron un desarrollo basado en tradiciones anteriores de sistemas simbólicos que no pueden ser clasificados como escritura propiamente dicha, pero que tienen muchas características que recuerdan a aquella. Usaron símbolos mnemónicos antiguos o ideográficos para transmitir información y, aun así, probablemente carecían de un contenido lingüístico directo. Estos sistemas surgieron a principios del período Neolítico, tan pronto como el VII milenio a. C. si no antes (la "tumba de piedra" Kamiana Mohyla ucraniana), en pleno Paleolítico Superior. 

## Posibles antecedentes paleolíticos

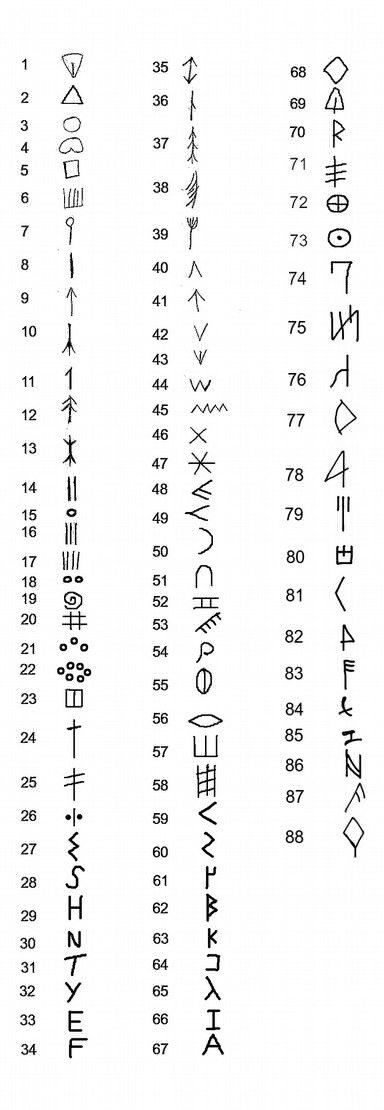
Signario de la Escritura Lineal Paleolítica (ELPA), compilado tras veinte años de catalogación de los registros de arte rupestre y grafismos usados durante el Paleolítico superior por el epigrafista Georgeos Díaz-Montexano.

Desde principios de la década de los noventa del siglo XX se vienen realizando investigaciones que han permitido la compilación de un signario nuclear básico de unos ochenta y ocho signos lineales que fueron usados para grafiar o escribir secuencias ordenadas que combinan y articulan signos como en cualquier escritura de signos lineales y geométricos. Se ha observado el uso de tales signos lineales de una posible escritura lineal paleolítica no solo en la zona francocantábrica, sino también en cuevas del sur de la península, concretamente en las cuevas de la Pileta y Nerja en Málaga.

## Neolítico

### China neolítica
En 2003 se descubrieron en China caparazones de tortuga en 24 tumbas excavadas en Jiahu, provincia de Henan, China septentrional. Se dataron mediante radiocarbono en el VII milenio a. C.. Los caparazones se encontraban enterrados junto a restos humanos. Según algunos arqueólogos, los símbolos de los caparazones presentaba similitudes con la escritura sobre huesos oraculares de finales del II milenio a. C.
Otros, sin embargo, rechazan esta afirmación por no estar suficientemente probada, argumentando que unos simples diseños geométricos, como los que encontramos en los caparazones de Jiahu, no se pueden relacionar con la primera escritura.

### Europa neolítica

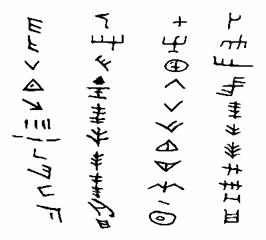
Signos de la tabla de Dispilio.

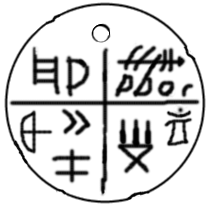
Amuleto de arcilla, una de las tablas de Tartaria, datadas de h. el año 4500 a. C.

La escritura vincha (VI a V milenio a. C., actual Serbia) son una evolución gradual a partir de símbolos sencillos que comenzaron en el VII milenio, aumentando en complejidad durante el VI milenio y culminando en las Tablas de Tartaria (Rumania) de h. 5300 a. C. y las Tablas de Gradeshnitsa (Bulgaria), ambas del V milenio, con filas de símbolos cuidadosamente alineados que evocan la impresión de un «texto». 
La Tabla de Dispilió, de finales del VI milenio, es similar. Las escrituras jeroglíficas del antiguo Oriente próximo (egipcia, protocuneiforme sumeria y cretense) nacen naturalmente de tales sistemas simbólicos, de manera que resulta difícil decir en qué momento preciso la escritura nace de la protoescritura. A esto ha de añadirse la dificultad de que se sabe muy poco sobre el significado de los símbolos.

## Calcolítico y Edad del Bronce temprana
La transición de la protoescritura a los primeros sistemas escritos plenamente desarrollados tuvo lugar en el período entre finales del IV milenio a. C. y principios del III, en la Medialuna fértil.
La tablilla de Kish, que data del 3500 a. C., refleja la etapa "protocuneiforme", cuando lo que sería escritura cuneiforme de Sumeria aún estaba en la fase de protoescritura.
Para finales del IV milenio a. C., el sistema de símbolos había evolucionado a un método de mantener las cuentas, usando un estilo de punta redondeada que hacía impresión sobre la arcilla blanda en ángulos diferentes para documentar números. Esto gradualmente aumentó con escritura pictográfica usando un estilo puntiagudo para indicar lo que estaba siendo contado.
La etapa de transición a un sistema de escritura propiamente dicho tuvo lugar en el período Jemdet Nasr (siglos XXXI a XXX a. C.).
Un desarrollo similar aconteció en la génesis de los jeroglíficos egipcios. Varios estudiosos creen que los jeroglíficos egipcios "aparecieron un poco después de la escritura sumeria, y ... probablemente [fueron] ... inventados por la influencia de esta última ...", aunque se ha señalado y sostenido que "la evidencia de una influencia tan directa sigue siendo escasa" y que "puede sostenerse de manera creíble la posibilidad de un desarrollo independiente de la escritura en Egipto ..." (Véase más en Jeroglíficos egipcios).

## La Edad del Bronce
Se ha descubierto que, durante la Edad del Bronce, las culturas del Antiguo Oriente Próximo gozaron de sistemas de escritura plenamente desarrollados, mientras que en los territorios marginales afectados por la Edad del Bronce, esto es, lugares como Europa, China o la India, siguieron estando en una etapa de protoescritura. 
La escritura china emerge de la protoescritura en la Edad del Bronce china, más o menos entre los siglos XIV y XI a. C. (escritura sobre huesos oraculares), mientras que los sistemas de símbolos originales de Europa y la India desaparecieron y fueron reemplazados por descendientes del abyad semítico durante la Edad del Hierro.

### Edad del Bronce de la India

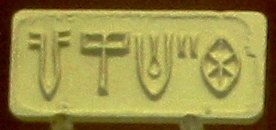
Impresión de sello con la típica "escritura del Indo", mostrando una "inscripción" de cinco caracteres.

La llamada escritura del Indo es un sistema simbólico usado durante el III milenio a. C. por la civilización del valle del Indo. Puede, de igual manera, constituir una protoescritura, quizás ya influenciada por el nacimiento de la escritura en Mesopotamia.

### Edad del Bronce europea
Con la excepción del Egeo (Lineal A, jeroglíficos cretenses), los primeros sistemas de escritura de Oriente Próximo no alcanzaron a la Europa de la Edad del Bronce. La primera escritura de Europa surge en la Edad del Hierro, derivada del alfabeto fenicio.
Sin embargo, hay una serie de interpretaciones en relación con símbolos que se encuentran en objetos de la Edad del Bronce europea que pueden ser interpretados como una tradición indígena de protoescritura. De esencial interés en este contexto son las culturas de la Edad del Bronce centroeuropeas derivadas de la cultura del vaso campaniforme en la segunda mitad del II milenio a. C.. Las interpretaciones de las marcas en hoces de bronce relacionadas con la cultura de los campos de urnas, especialmente el gran número de las llamadas "hoces con pomo" descubiertos en el depósito de Frankleben, son tratadas por Sommerfeld (1994). Sommerfeld favorece una interpretación de estos símbolos como numerales asociados con un calendario lunar.

## Protoescritura tardía
Incluso después de la Edad del Bronce varias culturas han pasado por un período de uso de sistemas de protoescritura como una fase intermedia antes de la adopción de la escritura propiamente dicha. Las "runas eslavas" (siglos VII/VIII) mencionadas por algunos autores medievales pueden haber sido un sistema semejante. Los Quipu de los incas (siglo XV), a veces llamados "nudos parlantes", pueden haber tenido una naturaleza similar. Otro ejemplo es el sistema de pictogramas inventados por Uyaquk antes del desarrollo del silabario yugtun (h. 1900).

### Edad del Hierro africana

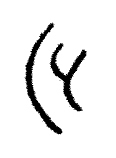
Carácter nsibidi para "bienvenido"

Nsibidi es un sistema de símbolos indígena de lo que hoy es el sureste de Nigeria. No hay una datación de origen que sea generalmente aceptada, pero la mayor parte de los investigadores están de acuerdo en que el uso de símbolos se remonta holgadamente a un momento anterior al año 500. Hay miles de símbolos nsibidi que se usaron sobre todo tipo de objetos, desde calabazas hasta tatuajes y murales. El nsibidi se usa para las lenguas ekoides e igboides, y el pueblo aro escribe mensajes nsibidi sobre los cuerpos de sus mensajeros.